# Natalie Saville
Natalie Saville, född 7 september 1978, är en friidrottare från Australien. Hon deltog vid olympiska sommarspelen 2004.